# Commedia dell'arte
Commedia dell'arte (= "den professionelle komedie", men tilsvarende pantomimeteater), har rødder tilbage til atellansk farce, opkaldt efter Atella ved Napoli og populær i Romerriget fra omkring 200 f.Kr. Det var plump lavkomik, opført som maskespil med faste scener, intriger og karakterer. 

## Historie
Versionen commedia dell'arte udviklede sig i 1500-tallet og kendetegnes ved skuespillernes brug af masker, faste typer med udpræget dialekt og antræk, og improvisation over et løst handlingsforløb, kaldet scenario. Da skuespillerne improviserede replikker og handling, var der god anledning til at kommentere aktuelle begivenheder satirisk oppe fra scenen. Skuespillerne fik også udfolde sig i komiske indslag kaldet lazzo (= spøg), hvor de fortalte vittigheder og anekdoter - pointerne måtte meget gerne være grovkornede - eller slog salto, sloges eller udførte akrobatiske numre. Skuespillerne var professionelle udøvere, organiseret i omrejsende trupper. 
I England har commedia dell'arte udviklet sig til Punch-og-Judy-forestillinger, hvor Punch har udviklet sig fra Pulcinella. I Tyskland har man fået skikkelsen Hanswurst hentet fra commedia dell’arte. Den første kendte trup er fra 1545. Den første berømte gruppe var Gelosi'erne, ledet af Francisco Andreini og hans kone Isabella, der rejste omkring 1568-1604.
Oprindeligt var der fire hovedmasker: To gamle mænd, Pantalone og il dottore (= lægen), og deres to zanni (= tjenere). Efterhånden kom maskerne Harlekin, Brighella og Pulcinella til.

## Persongalleri
Uden nedskrevne replikker bestod forestillingen udelukkende af improvisationer. Derfor var der også nogle faste persontyper med, som det var muligt at improvisere ud fra. Rollerne blev spillet af de samme skuespillere i årevis, så man kunne nemt variere og perfektionere dem. Alle rollerne bar en fast maske og et kostume for at understrege personens karakteristika.
Holberg og  Molière var begge stærkt inspireret af commedia dell'arte, og Holberg har benyttet sig af Harlekin-skikkelsen i flere af sine stykker. Også Machiavelli skrev komedier i samme tradition.

### De besiddende
De besiddende var i starten fyrsten, men da det var risikabelt at kritisere magthavere, blev han senere til den gamle og rige købmand Pantalone - gammel og gerrig, og han repræsenterer derfor ofte griskhed og nydelsessyge. Hans kostume er som regel udstyret med en stor pengepung foran skridtet eller et meget langt og voluminøst kalvekrøs helt ned til skridtet - begge dele for at henlede opmærksomheden på hans kraftige seksualdrift.
En pendant er som regel Holbergs gamle gårdmand Jeronimus i eksempelvis Juule-Stuen (1724), samt Molières Harpagon i Den gerrige (1668).

### Snylterne
Snylterne var blandt andre doktoren (il dottore) og kaptajnen (il capitano), der ville snylte sig op i hierarkiet, oftest ved at gifte sig med overklassens døtre. Doktoren er lærd, og kaptajnen stærk og modig. De afsløres dog som hyklere, når det virkelig gælder. Hos Holberg er snylterne ofte naboer eller andre almindelige borgere i byen.

### De unge elskende
Kærligheden betyder alt i disse komediespil, med fokus på de unge elskende, som regel børn af middel- eller overklassen. Deres forældre - ofte er datteren barn af "de besiddende" som eksempelvis Pantalone - har andre planer, nemlig af få datteren gift med den lærde doktor, den modige kaptajn eller tilsvarende - mens de unge kun vil have hinanden, og får hjælp af tjenerne.
Typiske navne i commedia dell'arte er Flaminia til den unge kvinde og Flavio til den unge mand. I Holbergs komedier hedder den unge mand som regel Leander, og kvinden hedder ofte Leonore.

### Tjenestefolkene
Tjenestefolkene er opfindsomme, intrigante og ublu typer - og de er ofte heltene i historien. Af tjenestefolkene kender vi i dag bedst Harlekin, den rappe tjener med lappet tøj, der i moderne version er blevet til tern; den yndige tjenestepige Columbine og den hvidklædte tjener Pedrolino, der i dag kendes som Pjerrot. De kan med deres luner og intriger snøre hele byen, og derfor kan de også løse "de unge elskendes" problemer med både kærlighed og penge.
I Holberg hedder tjenestefolkene som regel Henrik og Pernille, hvor det dog oftest er Pernille, der spinder intrigerne, mens Henrik hjælper til.

## Historie
Efter sin storhedstid i renæssancen blev commedia dell'arte-formen, fordi den magtfulde kirke fordriver kompagnierne til udlandet på grund af deres vulgære stil, og fordi de gør grin med magthaverne.

## I dag
En forfinet udgave af maskekomedien ses i dag i Pantomimeteatret i Tivoli, København, men selv om temaerne går igen her – kærlighed og penge – er den rå, folkelige og vulgære commedia dell'arte renset bort.

## Figurerne
- Arlequin, 1671
- Brighella, 1570
- Colombine, 1683
- Docteur, 1653
- Pagliaccio, 1600
- Pantalone, 1550
- Scaramuccia
- Scapino
- Le Capitan
- Isabella
- Corviello
- Pulcinella